# Athol Guy
Athol Guy (Colac, 5 gennaio 1940) è un musicista, politico e pubblicitario australiano.
Membro fondatore, bassista e cantante  del gruppo pop-folk The Seekers . Dopo lo scioglimento della band, venne eletto membro del Parlamento dello Stato del Victoria.

## La vita
Lavora tra il 1959 ed il 1964 nel settore vendite e marketing per conto di J. Walter Thompson. Nel 1965 è tra i fondatori del gruppo The Seeker, ma il successo arriva piuttosto tardi, tra il 1975 ed il 1978. Nel frattempo, viene eletto nelle file del Partito Liberale, membro regionale del parlamento dello stato australiano di Victoria. Contemporaneamente gestisce la sua fattoria, un allevamento di cavalli purosangue. Quasi al termine dell'avventura con la band, dal 1977 al 1981 viene nominato Amministratore Delegato della Laker Airways. Dal 1982 al 1989 lavora nel campo della pubblicità presso Clemenger Harvie. Dal 1996 fino al 2001 ha acquistato e nuovamente gestito una fattoria.